# Deltochilum komareki
Deltochilum komareki är en skalbaggsart som beskrevs av Vladimir Balthasar 1939. Deltochilum komareki ingår i släktet Deltochilum och familjen bladhorningar. Inga underarter finns listade i Catalogue of Life.